# Samtgemeinde Ahlden
La comunità amministrativa di Ahlden (Samtgemeinde Ahlden) si trova nel circondario della Landa nella Bassa Sassonia, in Germania.

## Suddivisione
Comprende 5 comuni:
1. Ahlden (Aller) (comune mercato)
2. Eickeloh
3. Grethem
4. Hademstorf
5. Hodenhagen

Il capoluogo è Ahlden (Aller).